# Seven Seals (album Primal Fear)
Seven Seals – szósty studyjny album niemieckiego zespołu Primal Fear. Stanowi on kolejny krok w kierunku mroczniejszej muzyki. Nadal jest to heavy/power metal o agresywnym brzmieniu. Zawiera jednak więcej spokojnych momentów, orkiestracji czy instrumentów klawiszowych, niż na wcześniejszych produkcjach grupy.

## Lista utworów
1. „Demons And Angels” – 5:32
2. „Rollercoaster” – 4:28
3. „Seven Seals” – 3:54
4. „Evil Spell” – 4:31
5. „The Immortal Ones” – 4:19
6. „Diabolus” – 7:54
7. „All For One” – 7:53
8. „Carniwar” – 3:17
9. „Question Of Honour” – 7:26
10. „In Memory” – 5:08

Wszystkie utwory napisali Sinner, Liebing, Naumann i Sheepers, oprócz: „Seven Seals” i „Diabolus” (Sinner, Milianowicz, Lundgren) oraz „Question Of Honour” (Sinner, Naumann).

## Twórcy
- Ralf Sheepers – śpiew
- Stefan Liebing – gitara
- Tom Naumann – gitara
- Mat Sinner – gitara basowa, śpiew
- Randy Black – instrumenty perkusyjne
- Matz Ulmer – instrumenty klawiszowe, gitara akustyczna
- Stefan Liebing – dodatkowe instrumenty klawiszowe

## Informacje o albumie
- Producent: Mat Sinner, współproducent: Charlie Bauerfeind
- Inżynieria: Charlie Bauerfeind
- Nagrywanie: House Of Music Studio (Winterbach/Niemcy), dodatkowe nagrania: Warehouse Studios (Vancouver/Kanada)
- Miks: Mike Fraser w Warehouse Studios (Vancouver/Kanada)
- Mastering: Achim Kohler/Indiscreet Mastering
- Koncept okładki: Katja Piolka i Mat Sinner
- Projekt książeczki oraz fotografie w niej zamieszczone: Katja Piolka
- Wykonanie okładki: Martin Häusler

Seven Seals został wydany w Japonii i Azji przez JVC, w Stanach Zjednoczonych, Meksyku i Kanadzie przez Nuclear Blast America, a w Europie oraz Ameryce Południowej przez Nuclear Blast.

## Wydania
- Normalna z podstawowymi utworami
- Limitowana z dwoma bonusowymi utworami: „The Union” i „Higher Power” oraz teledyskiem do „Seven Seals"